# Асавдыбашский сельсовет
Асавдыбашский сельсовет — муниципальное образование в Янаульском районе Башкортостана.
Согласно «Закону о границах, статусе и административных центрах муниципальных образований в Республике Башкортостан» имеет статус сельского поселения.

## Состав сельсовета
- с. Асавдыбаш,
- д. Новый Алдар,
- с. Сибады,
- с. Юссуково.

## Население
| 2002 | 2009 | 2010 | 2012 | 2013 | 2014 | 2015 |
| ---- | ---- | ---- | ---- | ---- | ---- | ---- |
| 764  | ↘719 | ↘622 | ↘592 | ↘579 | ↘574 | ↘571 |
| 2016 | 2017 | 2018 |      |      |      |      |
| ↘556 | ↘539 | ↘510 |      |      |      |      |